# ماراتن (فیلم)
ماراتن فیلمی به کارگردانی امیر نادری است که در سال ۲۰۰۲ در آمریکا ساخته شده است.